# Jorge Amaya (jinete)
Jorge Horacio Amaya Young (Buenos Aires, 31 de julio de 1934) es un jinete argentino que compitió en la modalidad de salto ecuestre. Ganó una medalla de plata en los Juegos Panamericanos de 1963, en la prueba por equipos.

## Palmarés internacional
| Juegos Panamericanos | Juegos Panamericanos | Juegos Panamericanos | Juegos Panamericanos |
| Año                  | Lugar                | Medalla              | Categoría            |
| -------------------- | -------------------- | -------------------- | -------------------- |
| 1963                 | São Paulo (Brasil)   | Medalla de plata     | Por equipos          |